# Amélie Daure
Amélie Daure – francuska aktorka filmowa.

## Wybrana filmografia
- 2010 − Face à la nuit jako Claire[1]
- 2008 − Pig jako Ines
- 2008 − Les Tremblements lointains[2]
- 2007 − Frontière(s) jako Klaudia
- 2007 − There's Only One Sun jako Agentka 006
- 2002 − Święty Franciszek z Asyżu jako św. Klara